# Liste der Monuments historiques in Le Trévoux
Die Liste der Monuments historiques in Le Trévoux führt die Monuments historiques in der französischen Gemeinde Le Trévoux auf.

## Liste der Bauwerke
| Bezeichnung                    | Beschreibung | Standort | Kennzeichnung | Schutzstatus | Datum | Bild |
| ------------------------------ | ------------ | -------- | ------------- | ------------ | ----- | ---- |
| Dolmen de Benon Parc Goalichot |              | (Lage)   | PA00090480    | Classé       | 1974  |      |
| Menhir von Laniscar            |              | (Lage)   | PA00090481    | Classé       | 1974  |      |

## Liste der Objekte
- Monuments historiques (Objekte) in Le Trévoux in der Base Palissy des französischen Kultusministeriums